# Germunds kapell
Germunds kapell är ett kapell som tillhör Markaryds församling i Växjö stift. Kapellet ligger centralt i samhället Markaryd.

## Kyrkobyggnaden
Kapellet med församlingslokaler uppfördes 1971 efter ritningar av arkitekt Jannice Spangenberg.
Ihopbyggt med kapellet finns ett församlingshem som heter Germundsgården.
Ytterväggarna är av tegel som har belagts med kalkputs. De olika byggnadskropparna täcks av valmade tak som är belagda med lertegel.
Kyrkorummet har fast bänkinredning av naturfärgad furu. Det branta innertaket är klätt med liggande träpanel.

## Inventarier
Altaret är ett fristående bord av furu.
En fondtextil är utförd av konstnär Anna Lisa Odelqvist-Kruse.